# El ciclista del San Cristóbal (película)
El ciclista del San Cristóbal (en alemán: Der Radfahrer von San Cristobal) es una película chileno-alemana dirigida por Peter Lilienthal y escrita Antonio Skármeta basado en su cuento homónimo, estrenada en Alemania en 1989. Protagonizada por René Baeza, Luz Jiménez y Roberto Navarrete.
El filme fue doblada al alemán para su estreno el 6 de marzo de 1989 en la televisión pública alemana ZDF. En Chile se proyectó por única vez en 1991 en el Festival Cine UC y luego en 2003 en Valparaíso, en el marco de una retrospectiva de Lilienthal del Festival de Cine Recobrado. 
La película es desconocida en Chile, y resulta un valioso documento histórico del Chile de la segunda mitad de la década de 1980. En 2016 se estrenó Por acá pasaron los ciclistas, un cortometraje sobre el impacto que generó el rodaje de El ciclista del San Cristóbal en las localidades rurales que participaron de esta película que nunca llegó a estrenarse en las salas de cine.
En 2019 la película fue digitalizada y se realizó una nueva traducción y subtitulaje. Esta versión se estrenó en Montevideo a fines de octubre de 2019 y en Chile se exhibió en el marco del Festival de Cine Europeo, y tuvo una función especial en la Cineteca Nacional de Chile, en colaboración con Goethe Institut en noviembre de 2020.

## Sinopsis
Para poder cuidar a su madre enferma (Luz Jiménez), Santiago Escalante (René Baeza), un ciclista, decide jugarse el todo por el todo y ganar el concurso El Tour de Chile, con el fin de financiar un tratamiento médico con el premio mayor. Sin embargo, muy pronto debe reconocer que el evento deportivo está corrompido por los intereses comerciales y de marketing, además de las metas políticas del régimen militar de Pinochet. De esta forma, la carrera se transforma en una lucha simbólica por rescatar los valores de humanidad y solidaridad en medio de la competencia.

## Reparto
| Actor                                               | Personaje           |
| --------------------------------------------------- | ------------------- |
| René Baeza                                          | Santiago Escalante. |
| Luz Jiménez                                         | Madre Escalante     |
| Roberto Navarrete                                   | Padre Escalante     |
| Francisco Reyes                                     | Manterola           |
| Amparo Noguera                                      | Amparo              |
| Luis Le-Bert                                        |                     |
| Carla Guelfenbein                                   |                     |
| Douglas Hübner                                      |                     |
| Rosa Ramírez                                        | Gloria              |
| Aldo Parodi                                         |                     |
| Dante Pesce                                         | Cordona             |
| Ricardo Chávez Bruce (Periodista deportivo chileno) | Vargas              |
| Javier Maldonado                                    | Picado              |
| Sergio Ahumada                                      | Sergio              |
| José Santos Martin                                  | Camilo              |
| Nadia Sirotta                                       | Gladys              |
| Iván Vásquez                                        | Vásquez             |
| Felipe Avendaño                                     | Felipe              |
| Tito Muñoz                                          | Reportero           |
| Rodrigo Sole                                        | Amigo               |
| Máximo Claveria (Periodista deportivo chileno)      | Locutor             |

## Producción
El rodaje de El ciclista del San Cristóbal se realizó entre abril y mayo de 1987, tanto en Santiago de Chile, como en Putaendo, Rungue y Til Til, con cientos de extras.
La película costó 250 mil dólares y fue producida por el también afamado director alemán Edgar Reitz, junto al canal de televisión ZDF. A nivel local contó con la producción de Filmocentro.